# TSR Góra Zajęcznik
TSR Góra Zajęcznik – telewizyjna stacja retransmisyjna z wieżą o wysokości 36 m, zlokalizowana na Zajęczniku, koło Świeradowa-Zdroju. Właścicielem obiektu jest EmiTel sp. z o.o.
23 lipca 2013 została zakończona emisja programów telewizji analogowej. Tego samego dnia rozpoczęto nadawanie sygnału trzeciego multipleksu w ramach naziemnej telewizji cyfrowej.

## Parametry
- Wysokość posadowienia podpory anteny: 595 m n.p.m.[3]
- Wysokość zawieszenia systemów antenowych: TV: 38 m n.p.t.[3]

## Transmitowane programy

### Programy telewizyjne – cyfrowe
| Nazwa multipleksu | Częstotliwość | Kanał | Moc nadajnika | Polaryzacja | Kompresja  |
| ----------------- | ------------- | ----- | ------------- | ----------- | ---------- |
| MUX 3             | 498 MHz       | 24    | 0,01 kW       | pozioma     | MPEG-4 AVC |

## Nienadawane analogowe programy telewizyjne
| LP | Program | Właściciel            | Częstotliwość | Kanał | Moc nadajnika | Polaryzacja | Data wyłączenia nadajnika |
| -- | ------- | --------------------- | ------------- | ----- | ------------- | ----------- | ------------------------- |
| 1  | TVP1    | Telewizja Polska S.A. | 495,25 MHz    | 24    | 0,025 kW      | pozioma     | 23 lipca 2013             |
| 2  | TVP2    | Telewizja Polska S.A. | 479,25 MHz    | 22    | 0,025 kW      | pozioma     | 23 lipca 2013             |